# Lina Medina
Lina Medina (Ticrapo, Peru, 1933. szeptember 27. –) a valaha élt legfiatalabb anya. Alig több, mint ötévesen hozta világra első kisfiát, Gérardót (nevét Lina orvosáról, Gérardo Lozadáról kapta).

## Élete
Az Andokban található Ticrapo falujában lakó perui kislány, Lina Medina nyolc hónapos (más cikkek szerint 2 és fél éves) korától menstruált.  Ötéves  kora körül a szülei azt hitték, hogy egy hatalmas tumor van a gyomrában, de az orvosok rájöttek, hogy várandós – ekkor már a terhesség hetedik hónapjában volt. 1939. május 14-én egy helyi kórházban, császármetszéssel hozta világra 2,7 kg-os csecsemőjét.
Az, hogy ki ejtette teherbe, rejtély volt és az is maradt. Egy időben Lina apját gyanúsították, de bizonyíték hiányában felmentették.
Valószínűleg az agyalapi mirigy betegsége miatt alakult ki nála olyan hormonzavar, mely lehetővé tette a megtermékenyülését és a terhesség kihordását is. A petefészke már 5 éves korában megfelelt egy teljesen kifejlett, felnőtt női petefészeknek.
Fiatal nőként Lina dr. Lozada mellett dolgozott titkárnőként; az orvos segített a kislány és gyermeke taníttatásában is.
Később megházasodott és a perui főváros "Little Chicago" negyedében élt férjével, Raúl Juradóval, akitől 1972-ben még egy gyermeke született.

## Gyermeke
Első gyermeke, Gérardo csak 10 évesen tudta meg, hogy akit a nővérének hisz, az valójában az édesanyja. Később, 40 évesen meghalt egy csontvelőt megtámadó betegségben, 7 évvel azután, hogy megszületett Lina második gyermeke.